# Liste der Bodendenkmäler in Laberweinting
Auf dieser Seite sind die Bodendenkmäler in der niederbayerischen Gemeinde Laberweinting zusammengestellt. Diese Tabelle ist eine Teilliste der Liste der Bodendenkmäler in Bayern. Grundlage ist die Bayerische Denkmalliste, die auf Basis des Bayerischen Denkmalschutzgesetzes vom 1. Oktober 1973 erstmals erstellt wurde und seither durch das Bayerische Landesamt für Denkmalpflege geführt wird. Die folgenden Angaben ersetzen nicht die rechtsverbindliche Auskunft der Denkmalschutzbehörde.

## Bodendenkmäler der Gemeinde Laberweinting

### Bodendenkmäler in der Gemarkung Allkofen
| Lage                | Objekt | Akten-Nr.     | Bild |
| ------------------- | --- | ------------- | ---- |
| Allkofen (Standort) | Siedlung vor- und frühgeschichtlicher Zeitstellung. | D-2-7139-0009 |      |
| Allkofen (Standort) | Siedlung vor- und frühgeschichtlicher Zeitstellung. | D-2-7139-0010 |      |
| Allkofen (Standort) | Siedlung vor- und frühgeschichtlicher Zeitstellung. | D-2-7139-0012 |      |
| Allkofen (Standort) | Verebneter Grabhügel vorgeschichtlicher Zeitstellung. | D-2-7139-0013 |      |
| Allkofen (Standort) | Siedlung vor- und frühgeschichtlicher Zeitstellung. | D-2-7139-0014 |      |
| Allkofen (Standort) | Siedlung vor- und frühgeschichtlicher Zeitstellung, unter anderem des Neolithikums, sowie der Latènezeit, des Mittelalters und der frühen Neuzeit. Kreisgraben der Latènezeit. Bestattungsplatz des Neolithikums oder der frühen Bronzezeit. | D-2-7139-0015 |      |
| Allkofen (Standort) | Siedlung vor- und frühgeschichtlicher Zeitstellung. | D-2-7139-0016 |      |
| Allkofen (Standort) | Siedlung vor- und frühgeschichtlicher Zeitstellung. | D-2-7139-0017 |      |
| Allkofen (Standort) | Siedlung vor- und frühgeschichtlicher Zeitstellung. | D-2-7139-0018 |      |
| Allkofen (Standort) | Siedlung vor- und frühgeschichtlicher Zeitstellung. | D-2-7139-0019 |      |
| Allkofen (Standort) | Siedlung der Urnenfelderzeit. | D-2-7139-0030 |      |
| Allkofen (Standort) | Verebnete spätlatènezeitliche Viereckschanze. | D-2-7139-0031 |      |
| Allkofen (Standort) | Siedlung vor- und frühgeschichtlicher Zeitstellung. | D-2-7139-0035 |      |
| Allkofen (Standort) | Untertägige mittelalterliche und frühneuzeitliche Befunde im Bereich der katholischen Filialkirche St. Michael in Allkofen, darunter Reste von Vorgängerbauten bzw. älteren Bauphasen.                                                       | D-2-7139-0041 |      |
| Allkofen (Standort) | Untertägige mittelalterliche und frühneuzeitliche Befunde im Bereich der katholischen Filialkirche St. Mariä Himmelfahrt in Obergraßlfing, darunter Spuren von Vorgängerbauten bzw. älteren Bauphasen.                                       | D-2-7139-0047 |      |

### Bodendenkmäler in der Gemarkung Grafentraubach
| Lage                                    | Objekt | Akten-Nr.     | Bild |
| --------------------------------------- | --- | ------------- | ---- |
| Grafentraubach (Standort)               | Siedlung der Stichbandkeramik/Gruppe Oberlauterbach. | D-2-7139-0020 |      |
| Grafentraubach (Standort)               | Verebnete vorgeschichtliche Grabhügel und Siedlung sowie viereckiges Grabenwerk vor- und frühgeschichtlicher Zeitstellung. | D-2-7139-0021 |      |
| Grafentraubach (Standort)               | Verebnete vorgeschichtliche Grabhügel und Siedlung vor- und frühgeschichtlicher Zeitstellung. | D-2-7139-0022 |      |
| Grafentraubach (Standort)               | Grabhügel vorgeschichtlicher Zeitstellung. | D-2-7239-0001 |      |
| Grafentraubach (Standort)               | Untertägige mittelalterliche und frühneuzeitliche Befunde im Bereich des Niederungsburgstalls und des Schlosses von Grafentraubach mit einstmaligen Wirtschaftsgebäuden und Gartenanlagen.                                           | D-2-7239-0002 |      |
| Grafentraubach (Standort)               | Frühmittelalterliches Reihengräberfeld. | D-2-7239-0003 |      |
| Grafentraubach (Standort)               | Verebnetes viereckiges Grabenwerk und Siedlung vor- und frühgeschichtlicher Zeitstellung. | D-2-7239-0004 |      |
| Grafentraubach (Standort)               | Siedlung vor- und frühgeschichtlicher Zeitstellung. | D-2-7239-0005 |      |
| Grafentraubach (Standort)               | Brandgräber der Spätbronze-, Urnenfelder- und Hallstattzeit, Siedlung der mittleren und späten Bronzezeit bzw. frühen Urnenfelderzeit und der mittleren Latènezeit, verebnetes Grabenwerk vor- und frühgeschichtlicher Zeitstellung. | D-2-7239-0006 |      |
| Grafentraubach (Standort)               | Verebnete Grabhügel vorgeschichtlicher Zeitstellung. | D-2-7239-0037 |      |
| Grafentraubach (Standort)               | Untertägige mittelalterliche und frühneuzeitliche Befunde im Bereich der katholischen Pfarrkirche St. Pankratius in Grafentraubach, darunter die Spuren von Vorgängerbauten bzw. älterer Bauphasen.                                  | D-2-7239-0265 |      |
| Grafentraubach Laberweinting (Standort) | Ziegelofen der Neuzeit. | D-2-7239-0276 |      |

### Bodendenkmäler in der Gemarkung Haader
| Lage                            | Objekt | Akten-Nr.     | Bild |
| ------------------------------- | --- | ------------- | ---- |
| Haader (Standort)               | Grabhügel vorgeschichtlicher Zeitstellung. | D-2-7240-0116 |      |
| Haader (Standort)               | Grabhügel der späten Bronzezeit. | D-2-7240-0117 |      |
| Haader (Standort)               | Grabhügel vorgeschichtlicher Zeitstellung. | D-2-7240-0120 |      |
| Haader (Standort)               | Grabhügel vorgeschichtlicher Zeitstellung. | D-2-7240-0122 |      |
| Haader (Standort)               | Grabhügel vorgeschichtlicher Zeitstellung. | D-2-7240-0124 |      |
| Haader (Standort)               | Grabhügel vorgeschichtlicher Zeitstellung. | D-2-7240-0125 |      |
| Haader (Standort)               | Grabhügel vorgeschichtlicher Zeitstellung. | D-2-7240-0126 |      |
| Haader (Standort)               | Grabhügel vorgeschichtlicher Zeitstellung. | D-2-7240-0127 |      |
| Haader (Standort)               | Grabhügel vorgeschichtlicher Zeitstellung. | D-2-7240-0128 |      |
| Haader (Standort)               | Grabhügel vorgeschichtlicher Zeitstellung. | D-2-7240-0129 |      |
| Haader (Standort)               | Siedlung der Linearbandkeramik. | D-2-7240-0130 |      |
| Haader (Standort)               | Siedlung vor- und frühgeschichtlicher Zeitstellung. | D-2-7240-0131 |      |
| Haader (Standort)               | Verebnete spätkeltische Viereckschanze. | D-2-7240-0132 |      |
| Haader (Standort)               | Siedlung vor- und frühgeschichtlicher Zeitstellung. | D-2-7240-0134 |      |
| Haader (Standort)               | Siedlung vor- und frühgeschichtlicher Zeitstellung. | D-2-7240-0135 |      |
| Haader (Standort)               | Siedlung vor- und frühgeschichtlicher Zeitstellung. | D-2-7240-0136 |      |
| Haader (Standort)               | Verebneter Grabhügel vorgeschichtlicher Zeitstellung. | D-2-7240-0137 |      |
| Haader (Standort)               | Siedlung und verebneter Kreisgraben vor- und frühgeschichtlicher Zeitstellung. | D-2-7240-0138 |      |
| Haader (Standort)               | Siedlung vor- und frühgeschichtlicher Zeitstellung. | D-2-7240-0139 |      |
| Haader (Standort)               | Verebnetes viereckiges Grabenwerk vor- und frühgeschichtlicher Zeitstellung, Siedlung des Endneolithikums (Chamer Gruppe) und der Bronzezeit.                                                 | D-2-7240-0140 |      |
| Haader (Standort)               | Siedlung vor- und frühgeschichtlicher Zeitstellung. | D-2-7240-0141 |      |
| Haader (Standort)               | Siedlung der Linearbandkeramik und der Münchshöfener Gruppe. | D-2-7240-0142 |      |
| Haader (Standort)               | Siedlung vor- und frühgeschichtlicher Zeitstellung. | D-2-7240-0143 |      |
| Haader (Standort)               | Siedlung vor- und frühgeschichtlicher Zeitstellung und verebnete vorgeschichtliche Grabhügel.                                                                                                 | D-2-7240-0144 |      |
| Haader (Standort)               | Siedlung vor- und frühgeschichtlicher Zeitstellung. | D-2-7240-0145 |      |
| Haader (Standort)               | Siedlung vor- und frühgeschichtlicher Zeitstellung. | D-2-7240-0146 |      |
| Haader (Standort)               | Verebnetes viereckiges Grabenwerk und Siedlung vor- und frühgeschichtlicher Zeitstellung. | D-2-7240-0147 |      |
| Haader (Standort)               | Siedlung vorgeschichtlicher Zeitstellung. | D-2-7240-0148 |      |
| Haader (Standort)               | Siedlung vor- und frühgeschichtlicher Zeitstellung. | D-2-7240-0150 |      |
| Haader (Standort)               | Verebneter Kreisgraben und Siedlung vor- und frühgeschichtlicher Zeitstellung. | D-2-7240-0194 |      |
| Haader (Standort)               | Untertägige mittelalterliche und frühneuzeitliche Befunde im Bereich der katholischen Filialkirche St. Stephan in Neuhofen, darunter Spuren von Vorgängerbauten bzw. älteren Bauphasen.       | D-2-7240-0222 |      |
| Haader (Standort)               | Untertägige mittelalterliche und frühneuzeitliche Befunde im Bereich der katholischen Filialkirche St. Pauli Bekehrung in Haader, darunter Spuren von Vorgängerbauten bzw. älteren Bauphasen. | D-2-7240-0227 |      |
| Haader (Standort)               | Siedlung vorgeschichtlicher und neolithischer Zeitstellung, unter anderem der Linearbandkeramik.                                                                                              | D-2-7240-0238 |      |
| Haader Laberweinting (Standort) | Frühmittelalterliches Erdwerk mit doppeltem Wall-Graben-System. | D-2-7240-0267 |      |

### Bodendenkmäler in der Gemarkung Hofkirchen
| Lage                                | Objekt | Akten-Nr.     | Bild |
| ----------------------------------- | --- | ------------- | ---- |
| Hofkirchen (Standort)               | Grabhügel vorgeschichtlicher Zeitstellung. | D-2-7239-0012 |      |
| Hofkirchen (Standort)               | Verebnetes Grabenwerk vor- und frühgeschichtlicher Zeitstellung. | D-2-7239-0014 |      |
| Hofkirchen (Standort)               | Siedlung vor- und frühgeschichtlicher Zeitstellung. | D-2-7239-0015 |      |
| Hofkirchen (Standort)               | Siedlung vor- und frühgeschichtlicher Zeitstellung. | D-2-7239-0016 |      |
| Hofkirchen (Standort)               | Siedlung vor- und frühgeschichtlicher Zeitstellung. | D-2-7239-0017 |      |
| Hofkirchen (Standort)               | Siedlung vor- und frühgeschichtlicher Zeitstellung. | D-2-7239-0019 |      |
| Hofkirchen (Standort)               | Siedlung vor- und frühgeschichtlicher Zeitstellung. | D-2-7239-0020 |      |
| Hofkirchen (Standort)               | Siedlung vor- und frühgeschichtlicher Zeitstellung. | D-2-7239-0021 |      |
| Hofkirchen (Standort)               | Siedlung vor- und frühgeschichtlicher Zeitstellung. | D-2-7239-0022 |      |
| Hofkirchen (Standort)               | Verebnete Grabhügel vorgeschichtlicher Zeitstellung. | D-2-7239-0023 |      |
| Hofkirchen (Standort)               | Siedlung vor- und frühgeschichtlicher Zeitstellung. | D-2-7239-0024 |      |
| Hofkirchen (Standort)               | Siedlung vor- und frühgeschichtlicher Zeitstellung. | D-2-7239-0025 |      |
| Hofkirchen (Standort)               | Siedlung vor- und frühgeschichtlicher Zeitstellung. | D-2-7239-0026 |      |
| Hofkirchen (Standort)               | Siedlung vor- und frühgeschichtlicher Zeitstellung. | D-2-7239-0027 |      |
| Hofkirchen (Standort)               | Siedlung vor- und frühgeschichtlicher Zeitstellung. | D-2-7239-0028 |      |
| Hofkirchen (Standort)               | Siedlung der Linear- und Stichbandkeramik/Gruppe Oberlauterbach und der frühen Bronzezeit.                                                                                                  | D-2-7239-0029 |      |
| Hofkirchen (Standort)               | Siedlung vor- und frühgeschichtlicher Zeitstellung. | D-2-7239-0030 |      |
| Hofkirchen (Standort)               | Siedlung vor- und frühgeschichtlicher Zeitstellung. | D-2-7239-0031 |      |
| Hofkirchen (Standort)               | Siedlung vor- und frühgeschichtlicher Zeitstellung. | D-2-7239-0032 |      |
| Hofkirchen (Standort)               | Siedlung vor- und frühgeschichtlicher Zeitstellung. | D-2-7239-0033 |      |
| Hofkirchen (Standort)               | Siedlung vor- und frühgeschichtlicher Zeitstellung. | D-2-7239-0035 |      |
| Hofkirchen (Standort)               | Verebnete Grabhügel vorgeschichtlicher Zeitstellung. | D-2-7239-0036 |      |
| Hofkirchen (Standort)               | Verebnetes Grabenwerk vor- und frühgeschichtlicher Zeitstellung, Siedlung der Linear- und Stichbandkeramik sowie der Urnenfelderzeit.                                                       | D-2-7239-0048 |      |
| Hofkirchen (Standort)               | Verebnetes viereckiges Grabenwerk vor- und frühgeschichtlicher Zeitstellung. | D-2-7239-0123 |      |
| Hofkirchen (Standort)               | Siedlung vor- und frühgeschichtlicher Zeitstellung. | D-2-7239-0191 |      |
| Hofkirchen (Standort)               | Untertägige mittelalterliche und frühneuzeitliche Befunde im Bereich der katholischen Filialkirche St. Ägidius in Weichs, darunter Reste von Vorgängerbauten bzw. älteren Bauphasen.        | D-2-7239-0253 |      |
| Hofkirchen (Standort)               | Untertägige mittelalterliche und frühneuzeitliche Befunde im Bereich der katholischen Pfarrkirche St. Petrus in Hofkirchen, darunter die Spuren von Vorgängerbauten bzw. älterer Bauphasen. | D-2-7239-0256 |      |
| Hofkirchen (Standort)               | Grabhügel vorgeschichtlicher Zeitstellung. | D-2-7240-0151 |      |
| Hofkirchen (Standort)               | Grabhügel vorgeschichtlicher Zeitstellung. | D-2-7240-0152 |      |
| Hofkirchen (Standort)               | Grabhügel vorgeschichtlicher Zeitstellung. | D-2-7240-0153 |      |
| Hofkirchen (Standort)               | Grabhügel vorgeschichtlicher Zeitstellung. | D-2-7240-0154 |      |
| Hofkirchen (Standort)               | Grabhügel vorgeschichtlicher Zeitstellung. | D-2-7240-0155 |      |
| Hofkirchen (Standort)               | Grabhügel vorgeschichtlicher Zeitstellung. | D-2-7240-0156 |      |
| Hofkirchen (Standort)               | Grabhügel vorgeschichtlicher Zeitstellung. | D-2-7240-0157 |      |
| Hofkirchen (Standort)               | Grabhügel vorgeschichtlicher Zeitstellung. | D-2-7240-0158 |      |
| Hofkirchen (Standort)               | Grabhügel vorgeschichtlicher Zeitstellung. | D-2-7240-0159 |      |
| Hofkirchen (Standort)               | Grabhügel vorgeschichtlicher Zeitstellung. | D-2-7240-0160 |      |
| Hofkirchen (Standort)               | Grabhügel vorgeschichtlicher Zeitstellung. | D-2-7240-0161 |      |
| Hofkirchen (Standort)               | Grabhügel vorgeschichtlicher Zeitstellung. | D-2-7240-0162 |      |
| Hofkirchen (Standort)               | Grabhügel vorgeschichtlicher Zeitstellung. | D-2-7240-0163 |      |
| Hofkirchen (Standort)               | Grabhügel vorgeschichtlicher Zeitstellung, daraus Funde der mittleren Bronzezeit. | D-2-7240-0164 |      |
| Hofkirchen (Standort)               | Grabhügel vorgeschichtlicher Zeitstellung. | D-2-7240-0165 |      |
| Hofkirchen (Standort)               | Vogelherd des Mittelalters und der frühen Neuzeit. | D-2-7240-0166 |      |
| Hofkirchen Laberweinting (Standort) | Grabhügel vorgeschichtlicher Zeitstellung. | D-2-7240-0265 |      |

### Bodendenkmäler in der Gemarkung Laberweinting
| Lage                     | Objekt | Akten-Nr.     | Bild |
| ------------------------ | --- | ------------- | ---- |
| Laberweinting (Standort) | Verebnete Grabhügel vorgeschichtlicher Zeitstellung, daraus Funde der Hallstattzeit. | D-2-7139-0005 |      |
| Laberweinting (Standort) | Untertägige mittelalterliche und frühneuzeitliche Befunde im Bereich des abgegangenen Schlosses von Eitting mit einstmaligen Wirtschaftsgebäuden und Gartenanlagen, darunter die Spuren von Vorgängerbauten bzw. älterer Bauphasen und abgebrochenen Gebäudeteile. | D-2-7139-0006 |      |
| Laberweinting (Standort) | Siedlung vor- und frühgeschichtlicher Zeitstellung. | D-2-7139-0007 |      |
| Laberweinting (Standort) | Siedlung vor- und frühgeschichtlicher Zeitstellung. | D-2-7139-0008 |      |
| Laberweinting (Standort) | Verebnete Grabhügel vorgeschichtlicher Zeitstellung. | D-2-7139-0029 |      |
| Laberweinting (Standort) | Siedlung vor- und frühgeschichtlicher Zeitstellung. | D-2-7139-0034 |      |
| Laberweinting (Standort) | Untertägige Befunde im Bereich des ehemaligen Schlosses von Habelsbach mit einstmaligen Wirtschaftsgebäuden und Gartenanlagen, darunter die Spuren von Vorgängerbauten bzw. älterer Bauphasen und abgebrochenen Gebäudeteilen.                                     | D-2-7139-0043 |      |
| Laberweinting (Standort) | Untertägige mittelalterliche und frühneuzeitliche Befunde im Bereich der katholischen Filialkirche St. Johannes der Täufer in Eitting, darunter Spuren von Vorgängerbauten bzw. älteren Bauphasen.                                                                 | D-2-7139-0045 |      |
| Laberweinting (Standort) | Siedlung der Linearbandkeramik. | D-2-7140-0177 |      |
| Laberweinting (Standort) | Untertägige Befunde des Mittelalters und der frühen Neuzeit im Bereich des abgegangenen Schlosses Laberweinting. | D-2-7239-0007 |      |
| Laberweinting (Standort) | Siedlung vor- und frühgeschichtlicher Zeitstellung. | D-2-7239-0008 |      |
| Laberweinting (Standort) | Siedlung vor- und frühgeschichtlicher Zeitstellung. | D-2-7239-0011 |      |
| Laberweinting (Standort) | Siedlung vor- und frühgeschichtlicher Zeitstellung und verebnete vorgeschichtliche Grabhügel. | D-2-7239-0125 |      |
| Laberweinting (Standort) | Siedlung vor- und frühgeschichtlicher Zeitstellung und verebnete vorgeschichtliche Grabhügel. | D-2-7239-0126 |      |
| Laberweinting (Standort) | Untertägige mittelalterliche und frühneuzeitliche Befunde im Bereich der katholischen Pfarrkirche St. Martin in Laberweinting, darunter die Spuren von Vorgängerbauten bzw. älterer Bauphasen.                                                                     | D-2-7239-0259 |      |

### Bodendenkmäler in der Gemarkung Langenhettenbach
| Lage                        | Objekt                                     | Akten-Nr.     | Bild |
| --------------------------- | ------------------------------------------ | ------------- | ---- |
| Langenhettenbach (Standort) | Grabhügel vorgeschichtlicher Zeitstellung. | D-2-7239-0275 |      |

### Bodendenkmäler in der Gemarkung Martinsbuch
| Lage                   | Objekt                                     | Akten-Nr.     | Bild |
| ---------------------- | ------------------------------------------ | ------------- | ---- |
| Martinsbuch (Standort) | Grabhügel vorgeschichtlicher Zeitstellung. | D-2-7240-0044 |      |

### Bodendenkmäler in der Gemarkung Oberellenbach
| Lage                     | Objekt | Akten-Nr.     | Bild |
| ------------------------ | --- | ------------- | ---- |
| Oberellenbach (Standort) | Grabhügel vorgeschichtlicher Zeitstellung. | D-2-7239-0038 |      |
| Oberellenbach (Standort) | Grabhügel vorgeschichtlicher Zeitstellung. | D-2-7239-0039 |      |
| Oberellenbach (Standort) | Grabhügel vorgeschichtlicher Zeitstellung. | D-2-7239-0040 |      |
| Oberellenbach (Standort) | Siedlung vor- und frühgeschichtlicher Zeitstellung. | D-2-7239-0041 |      |
| Oberellenbach (Standort) | Verebnetes viereckiges Grabenwerk vor- und frühgeschichtlicher Zeitstellung.                                                                             | D-2-7239-0043 |      |
| Oberellenbach (Standort) | Verebnete Viereckschanze der späten Latènezeit. | D-2-7239-0044 |      |
| Oberellenbach (Standort) | Siedlung der Hallstattzeit und des Mittelalters. | D-2-7239-0045 |      |
| Oberellenbach (Standort) | Verebnetes Grabenwerk vor- und frühgeschichtlicher Zeitstellung, Siedlung des Neolithikums, unter anderem der Gruppe Oberlauterbach, und der Bronzezeit. | D-2-7239-0046 |      |
| Oberellenbach (Standort) | Verebnete Grabhügel vorgeschichtlicher Zeitstellung. | D-2-7239-0127 |      |
| Oberellenbach (Standort) | Grabhügel vorgeschichtlicher Zeitstellung. | D-2-7240-0167 |      |
| Oberellenbach (Standort) | Grabhügel vorgeschichtlicher Zeitstellung. | D-2-7240-0168 |      |

### Bodendenkmäler in der Gemarkung Sallach
| Lage               | Objekt                                              | Akten-Nr.     | Bild |
| ------------------ | --------------------------------------------------- | ------------- | ---- |
| Sallach (Standort) | Siedlung vor- und frühgeschichtlicher Zeitstellung. | D-2-7240-0110 |      |
| Sallach (Standort) | Grabhügel vorgeschichtlicher Zeitstellung.          | D-2-7240-0123 |      |

### Bodendenkmäler in der Gemarkung Upfkofen
| Lage                | Objekt                                     | Akten-Nr.     | Bild |
| ------------------- | ------------------------------------------ | ------------- | ---- |
| Upfkofen (Standort) | Grabhügel vorgeschichtlicher Zeitstellung. | D-2-7139-0023 |      |